# Agiatis
Agiatis (altgriechisch Ἀγιᾶτις; † 224 v. Chr.) war eine reiche Spartanerin und zuerst die Gemahlin des Königs Agis IV., dann des Königs Kleomenes III.
Agiatis war die Tochter und Erbin des etwa 241 v. Chr. verstorbenen, sehr vermögenden Spartiaten Gylippos. Vom antiken Biographen Plutarch wird sie als sehr schöne und charaktervolle Frau beschrieben. Aus ihrer ersten Ehe mit Agis IV. ging ein Sohn namens Eurydamidas hervor. Sie unterstützte – ebenso wie ihre Schwiegermutter Agesistrata und deren Mutter Archidameia – die Politik ihres Gatten, der u. a. durch umfassende Bodenreformen die sozialen Spannungen in Sparta abzubauen versuchte, aber dadurch in Konflikt mit der reichen Oligarchie geriet. Nach der Hinrichtung des Agis IV. (241 v. Chr.) zwang der wieder an die Macht gelangte König Leonidas II. Agiatis, sich mit seinem noch jugendlichen Sohn Kleomenes III. zu vermählen. 235 v. Chr. folgte Kleomenes III. seinem Vater als König Spartas nach. Laut Plutarchs Darstellung soll Agiatis ihren zweiten Gemahl durch Erzählungen über die Reformprojekte des Agis IV. dazu bewogen haben, dessen Agenda fortzuführen. Sie starb 224 v. Chr. und wurde von Kleomenes III. sehr betrauert.